# ALMA〜ずっとそばに…〜
『ALMA〜ずっとそばに…〜』（アルマ〜ずっとそばに…〜）は、Bonbee!から2003年5月2日に発売された成人向けの恋愛アドベンチャーゲームである。その後、2004年11月26日にイベントやCGなどを追加したものがComplete Edition（CE版）の名称で発売された。
本作発売時点のコンピュータソフトウェア倫理機構の基準においては近親相姦の描写が禁止されていたことから、由衣とのエッチシーンは導入されなかったものの、後に基準が改訂されたことから、CE版においては由衣とのエッチシーンが追加されている。その他、CE版には発売時のテレホンカードの画像や書籍、公式サイトで公開された画像なども多数収められている。
作品タイトルである「ALMA」とは、スペイン語の意味する「女性の霊」とラテン語の意味する「愛する」を合わせて「愛する女の幽霊」といった意味合いを持たせているとのこと。

## ストーリー
3年前に起きた事故で両親を失った十崎巧巳は、生き残った妹・由衣や気の知れた仲間たちと平穏に過ごしていた。そんなある日、学園にひとりの転校生がやってくる。そのことによってゆっくりと止まっていた時間が動き始める。

## 登場キャラクター
十崎巧巳（とざき たくみ）
声：無し
主人公。3年前の事故以来妹の由衣と共に暮らしている。
3年前の事故によって命を失う事となる。しかし、現実には生きているので完全に死んだ訳では無かった。妹の十崎由衣の願いによって荒良木円が願いを叶えて本物の肉体を413号室に隠し、魂のみで幽霊のような形で存在している。
気楽な性格だが妹想いの面があり、由衣とは支え合って生きている。
御月香苗（みつき かなえ）
声：田中美智
十崎家の隣に住む幼なじみ。面倒見がよくいつも巧巳らのことを気にかけている。優しい性格でいつも笑顔。
託児所でバイトしていて、将来は保母さんになるのが夢。朝、巧巳や由衣を起こすこともあるが、その方法は口では言えないほど恐ろしいものらしく、二人もそれに恐怖心を持ち、自ら起きるケースが多い。
料理が得意で時々巧巳にお弁当を持ってきてあげたりする、また学校の成績も優秀。
カナエ（かなえ）
声：田中美智
巧巳たちの住む町の病院に入院している女の子。とある事情により感情が欠落しているという無感症を患っている。巧巳との出会いにより次第に変化が現れる。
香苗とカナエ
実は香苗とカナエは元々同一の肉体であり、10年前の事故によって一度は死んだのだが、巧巳の強い願いによって円が咒をかけた。しかし咒は失敗し、肉体（カナエ）と幽体（香苗）に分かれてしまったのである。
十崎由衣（とざき ゆい）
声：涼森ちさと
巧巳の妹。性格はとことん明るく、兄のために家の家事全般を仕切っている。
運動神経がよく、体育のソフトボールでは投手をつとめる。魔球「ドラゴンスクリュー」が武器（これはプロレスの技名であるが、設定画の片隅に冗談で書いたものがそのまま採用されたとのこと）。この魔球によって現役ソフトボール部員を病院送りにしたことも。
兄と違って勉強は出来る方。料理も得意だが時々とんでもない発明料理をして巧巳に食べさせようとする事も(悪気はない)。
3年前の事故で両親が死に、兄も瀕死の重症を追った際に一人になることを恐れ兄の生存を望んだ。このとき兄への恋心を隠し通すことを条件に荒良木円と兄の魂を蘇らす契約を結び、兄を失わずにすむ。しかし兄の完全な蘇生の日を前に由衣はその契約を破ってしまう。その結果世界の理は彼女が生きる事を許さず失明、足と手の不随、最後には感覚すら無くなってしまい、そして次の日には死に陥る事が明らかになる。契約の内容自体は誰も変えることは不可能だったが、巧巳と円が新たな契約を交わしたことで、巧巳との日常を取り戻す。本編では明かされていないが円自身も巧巳の生存を望み、契約の内容を変更、もしくは巧巳の身代わりに消えたことが仄めかされている。
麻宮梗（あさみや きょう）
声: 紬叶慧
巧巳や香苗たちのクラスメイトで中学時代からの大親友。
スポーツが得意で、陸上部に所属している。種目は走り高跳び、その反面勉強は苦手。
気が強いが好きになった相手には尽くすタイプ（所謂ツンデレ）。その気の強さゆえに主人公や裕貴と衝突することもあるが、良好関係を保つ。
同じシナリオライターが手がけた『CLANNAD』の藤林杏（ふじばやし きょう）に名前、性格が酷似している。
四堂鈴（しどう すず）
声：朝咲そよ
由衣のクラスメイトで、大親友。おとなしいが、ドジ。一度眠ると深い眠りにつき、朝はなかなか起きられず、遅刻してくることもある。
実家は四堂神社で巫女。時々お祓いのような行為を行うことも。
外見とは裏腹にスポーツが得意であり、体育のソフトボールでは捕手をつとめ、ホームランを放ったこともある。
料理は下手であり殺人料理と呼ばれるほど。
荒良木円（あららぎ まどか）
声：佐々木あかり
この夏、巧巳たちの学園に転校してきた。どこか不思議な雰囲気をもっている。
自分のことを「儂」と呼んだり、過去の事情について知っているような素振りを見せる。
織部裕貴（おりべ ゆうき）
声：征十郎
巧巳や香苗たちの幼なじみであり、悪友。かなり女癖が悪い。
ひそかに香苗のことを想っている。
九条楓（くじょう かえで）
声：須藤彦一
巧巳たちのクラスメイトで数年来の付き合い。クールな性格で鋭い一言を発する。
もともと口数は多くないが、由衣の前ではさらに口篭もってしまう。
鈴の家の近くに住んでいる。
四堂隆臣（しどう たかおみ）
声: 新田祐一
鈴の兄。性格はとても優しく、お祓いの能力も鈴より高いものを持っている。
最近人前に姿をあまり見せないというが…。

## スタッフ
- 原画：的良みらん
- シナリオ：魁
- 音楽：F-ACE

## 主題歌
オープニングテーマ「Undying Love」
作詞：魁 / 作曲：F-ACE / 編曲：I've / 歌：KOTOKO
挿入歌「ずっとそばに…」
作詞：魁 / 作曲：F-ACE / 編曲：I've / 歌：KOTOKO

## 関連商品

### CD
ALMAサウンドトラック〜ずっと聴いて♪〜
オープニング、挿入歌に加え作品内で使用されたBGMを収録。Disc2はこれらの中からアレンジされたバージョンを8曲収録。
PCゲーム『Ribbon2』のオープニングテーマである『新しい恋のかたち』がフルバージョンで新録されている。
（2枚組、BBCD-0002～3）

### 書籍
ALMA〜ずっとそばに…〜公式ビジュアルコレクションブック
宙出版刊、ISBN 4-87287-892-2
ムック本。キャラクター紹介や開発スタッフインタビュー、ALMA設定資料、原画コレクションなどを収録。
ALMA〜ずっとそばに…〜
深川拓著、宙出版刊、ISBN 4-87287-896-5
小説。香苗・梗をメインヒロインとしたオリジナルストーリー。挿絵は神藤みけこによる。Hシーン有。あとがきによると続編の企画（由衣や鈴のストーリー）もあったようだが、2007年1月現在1巻のみ。

### カードゲーム
Lycee
シルバーブリッツのカードゲーム、Lyceeに参戦している。収録エキスパンションは、VisualArt's1.1など。

## 反響
本作は、Getchu.comのユーザー投票企画である「●2003年・あなたが選ぶ美少女ゲームランキング！」にて、総合部門の19位にランクインした。